# Thomas Campian
Pour les articles homonymes, voir Campion.
Thomas Campian (ou Campion), né à Londres le 12 février 1567 et mort dans cette même ville le 1er mars 1620, est un compositeur anglais de la Renaissance.

## Biographie
Il fréquente pendant quatre ans le Peterhouse de l'université de Cambridge sans décrocher un seul diplôme, puis étudie le droit à Gray's Inn à Londres en 1586, sans plus de succès. Il obtient finalement le titre de docteur en médecine de l'université de Caen le 10 février 1605. Il exerce ensuite cette profession à Londres jusqu'à sa mort en mars 1620, possiblement victime de la peste. Il ne se serait jamais marié.
Il est possible qu'il ait pris part à l'expédition de Robert Devereux, 2e comte d'Essex, qui, en 1591, débarque à Dieppe et assiège Rouen. On lui demanda alors des textes et des musiques pour divertir la cour de Jacques Ier d'Angleterre. C'est ainsi que s'amorce sa carrière comme poète de haute réputation et, plus tard, comme l'un des meilleurs compositeurs d'ayres anglais. 
En 1591, il publie cinq poèmes de façon anonyme en appendice d'une édition de Astrophel and Stella de  Philip Sidney. Il récidive en 1595 avec Poemata, un recueil de poésie qui assoit définitivement sa réputation. En 1601, il fait paraître son A Book of Ayres, où il signe tous les poèmes, mais partage la composition de la musique avec Philip Rosseter. L'année suivante, dans son essai littéraire intitulé Observations in the Art of English Poesie, il condamne la rime en poésie, une pratique qu'il juge vulgaire et artificielle, « prônant, comme de nombreux poètes contemporains, la métrique latine », mais « ce choix reste purement théorique, et pour les 21 chansons de sa main publiées [...]  dans A Book of Ayres, il ne fait pas le choix de cette métrique latine, pas plus que pour celles qu'il publia dans quatre autres livres en 1613 et 1617 ».
Pour le mariage de Lord James Hay, il signe un masque en 1607. Il en composera trois autres en 1613, notamment pour les divertissements de la Reine Anne à Caversham Court (en), tout en publiant son Two Bookes of Ayres, où il est cette fois l'unique auteur des poèmes comme de la musique. Toujours en 1613, Il est impliqué dans l'assassinat du poète Thomas Overbury, mais sera ultérieurement relaxé.
En 1615, il publie un Traité sur le Contrepoint (A New Way of Making Fowre Parts in Counterpoint By a Most Familiar and Infallible Rule), qui s'impose par sa qualité comme une référence et « est utilisé durant presque tout le XVIIe siècle, réimprimé en 1660 et 1694 avec différentes révisions dans les appendices des nombreuses éditions du manuel populaire de John Playford, An Introduction to the Skill of Musick (Introduction à la technique musicale) ».
Vers 1617, où un peu après, paraissent ses Third and Fourth Booke of Ayres.
Il laisse plus de 100 ayres, « faisant de lui le compositeur de chansons pour voix et luth le plus prolifique après Dowland », dont Beauty, Since You so much Desire ; Blame Not My Cheeks ; Come Let Us Sound With Melody ; The Cypress Curtain of the Night ; Fair, If You Expect Admiring ; Fain Would I Wed a Fair Young Man ; I Care Not for These Ladies ; It Fell on a Summer's Day ; Love Me or Not ; Move Now With Measured Sound ; Never Weather-beaten Sail ; No Hath Flora Robbed Her Bowers ; O Dear That I With the Might Live ; The Peaceful Western Wind ; Shall I Come Sweet Love? ; Sing a Song of Joy ; Sweet Exclude Me Not ; There Is a Garden in Her Face ; To Music Bent ; Tune Thy Music to Thy Heart ; What If a Day ; When to Her Lute Corinna Sings.
Son ode saphique My Sweetest Lesbia est son seul poème qui « observe les principes de la Musique mesurée à l'antique avec laquelle il a pu se familiariser lors de son séjour en France ».

## Œuvres

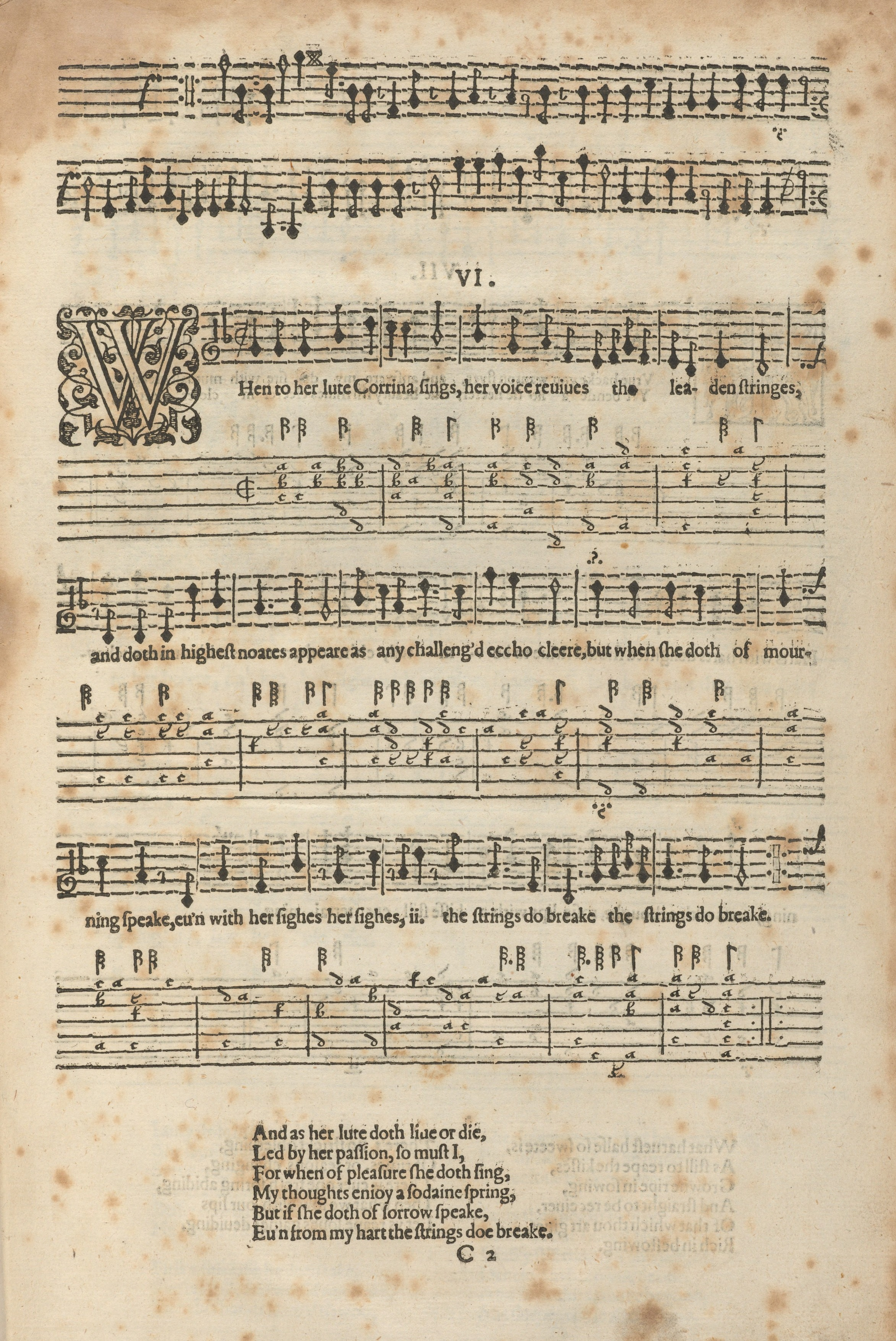
Page de A Book of Ayres (1601), poème de Thomas Campian et musique composée par Philip Rosseter (conservé à la Houghton Library de l'université Harvard, Cambridge (Massachusetts).

Thomas Campian laisse tout juste 100 œuvres à la postérité.
- A Book of Ayres (1601), en collaboration avec Philip Rosseter
- Two Books of Ayres (1613), livres I et II des chansons accompagnées au luth de Campion
- Third and Fourth Booke of Ayres (vers 1617), livres III et IV
- Quatre masques

## Sources
- Roland de Candé, Dictionnaire des compositeurs, Paris, Seuil, coll. « Solfèges », 1996, 499 p. (ISBN 2-02-025399-2)
- Françoise Ferrand (dir.), Ignace Bossuyt, Gabrielle Bouley, Philippe Canguilhem et al., Guide de la musique de la Renaissance, Paris, Fayard, coll. « Les Indispensables de la musique », 2011, 1235 p. (ISBN 978-2-213-60638-5, OCLC 767579130)